# Phaenospermateae
Tribu
Les Phaenospermateae sont une tribu de plantes monocotylédones de la famille des Poaceae, sous-famille des Pooideae.
Cette tribu regroupe 14 espèces rattachées à 8 genres.

## Liste des genres
Selon Soreng et al. :
- Anisopogon
- Danthoniastrum
- Duthiea (syn. Triavenopsis)
- Metcalﬁa
- Phaenosperma
- Pseudodanthonia
- Sinochasea
- Stephanachne (syn.  Pappagrostis)

## Synonymes
Selon Soreng et al.
- Duthieeae Röser & Jul.Schneider (2011)
- sous-tribu des Duthieinae Pilg. ex Potztal (1969)